# Partia Liberalna (Hiszpania, 1880–1931)
Partia Liberalna (Partido Liberal) – była ważną hiszpańską formacją polityczną, założoną 23 maja 1880 roku przez Práxedes Mateo Sagasta. Po przywróceniu na tron dynastii Burbonów w Hiszpanii istniał dwupartyjny system z naprzemiennymi rządami. Liberałowie wymieniali się władzą z Partią Konserwatywną z Antonio Cánovas del Castillo na czele. Podczas sprawowania władzy przez partię Sagasty wprowadzone zostały ważne reformy socjalne, które sprawiły, że Hiszpania stała się najbardziej demokratyczną monarchią w tamtych czasach. 

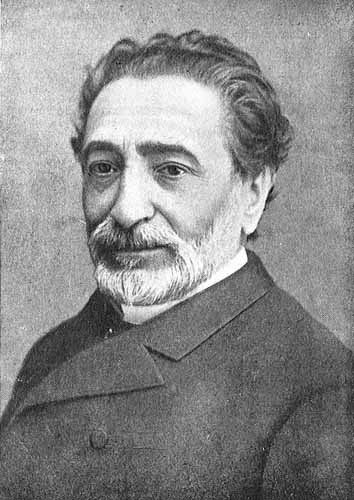
Práxedes Mateo Sagasta (1825–1903); hiszpański polityk, założyciel Partii Liberalnej

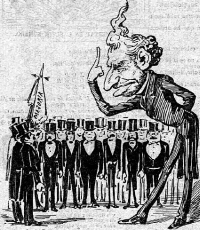
Karykatura przedstawiająca władzę Partii Liberalnej i jej lidera. „Tym kto tu rządzi jestem ja"

Na początku partia nosiła nazwę Partia Stronnictw (Partido Fusionista), następnie Partia Liberalna Stronnictw (Partido Liberal Fusionista), aby ostatecznie zostać Partią Liberalną (Partido Liberal). W swojej działalności integrowała demokratów, radykałów i umiarkowanych republikanów. Podstawą programową było wprowadzanie praw, które gwarantowała Konstytucja z 1869 roku, pierwsza demokratyczna konstytucja w Hiszpanii. 
W latach 1876–1891 partia Sagasty broniła i realizowała liberalny program polityczny. Udało im się ustanowić tak ważne prawa jak wolność słowa i wyznania, zliberalizowanie prasy, wolność zrzeszania się i możliwość tworzenia związków zawodowych. Najważniejszą reformą było wprowadzenie w 1890 roku powszechnego prawa wyborczego dla mężczyzn.   
W 1885 liberałowie zatwierdzili Kodeks Handlowy, a w 1889 Kodeks Cywilny w którym wprowadzone zostały nowe prawa dotyczące swobody ekonomicznej i politycznej. Dzięki reformom uwalniającym rynek i mówiącym o minimalnej ingerencji państwa w działalność gospodarczą, początkujący kapitalizm i latyfundia rolnicze otrzymały ochronę prawną. Wraz z Prawem Stowarzyszeniowym (1887) ustanowione zostały sądy przysięgłe i zniesione zostało niewolnictwo na Kubie.   
Ponadto byli przeciwni uprzywilejowaniu i ruchom regionalnym. Przeciwstawili się wyzwoleniu Kuby i reformie militarnej wprowadzającej obowiązkową służbę wojskową.  
Powodzenie Partii Liberalnej skończyło się w 1892 roku, a wojna hiszpańsko-amerykańska w 1898 tylko pogłębiła ich niepowodzenie. Po śmierci Sagasty (1903) nowym liderem został José Canalejas. Po jego rządach Partia Liberalna stawała się coraz bardziej rozbita i niezdolna do odbudowania swojej pozycji na arenie politycznej.